# مهرگان (بازار)
«مهرگان» (پیشتر «پایتخت ۹۰»)) — بازار مواد غذایی در شهر دوشنبه است، که ماه سپتامبر سال ۲۰۱۴ به بهره‌برداری رسید. مساحت عمومی بازار تقریباً ۳۰ هزار متر مربع است. بازار را شرکت ساختمانی سترای کامپلیکس با مبلغ حدود ۴۰ میلیون دلار بنیاد کرده‌است.
در رابطه با تخریب بازار پوتوفسکی (برکت) در مرکز پایتخت تاجیکستان و برهم دادن بازار دیگر غذائی (شاه منصور) در آخر سال ۲۰۱۷ بر اساس طرح کلی مصوب برای بازسازی دوشنبه، بازار مهرگان در حاشیه شرقی شهر دوشنبه ساخته شده‌است. مساحت کل ساختمان بازار تقریباً ۱۰ هزار متر مربع را تشکیل می‌دهد. بنا شامل ۳ طبقه است
در طبقه یکم عمدتاً میوه، کیک، لوبیا، گوشت، چاکا، ادویه جات و میوه‌های خشک می‌فروشند. در طبقه‌های دوم و سوم دکان‌های لباس‌فروشی، قهوه‌خانه‌ها و سالن‌های خدمت‌رسانی، از جمله خدمات مالی و ارتباطات وجود دارند. دروازه‌های بنا، که از چوب کنده‌کاری شده ساخته شده‌اند، درون با ستون‌های سفید و طلایی رنگ تزئین شده‌اند.

## نگارخانه

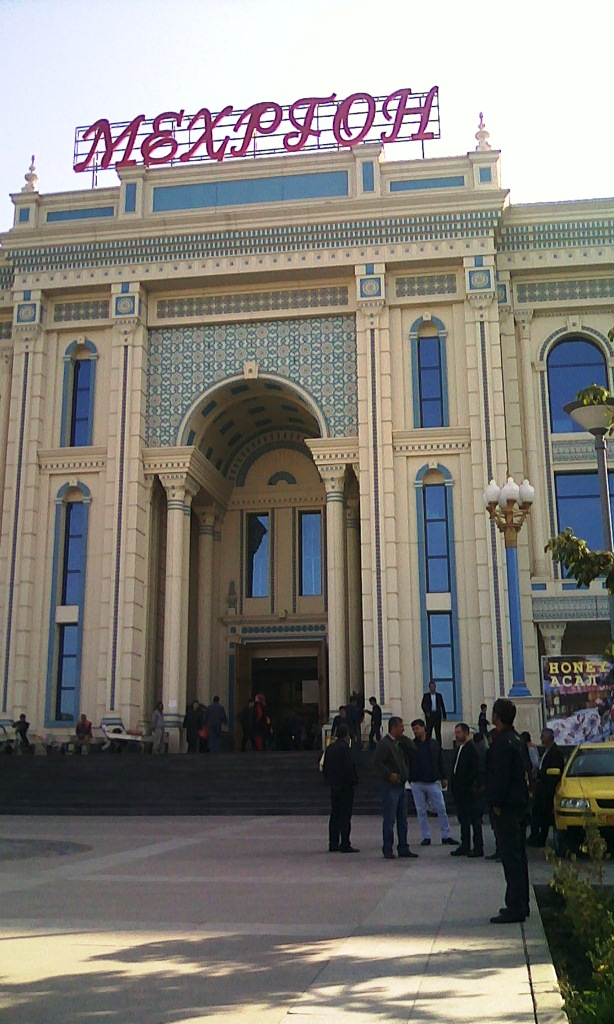
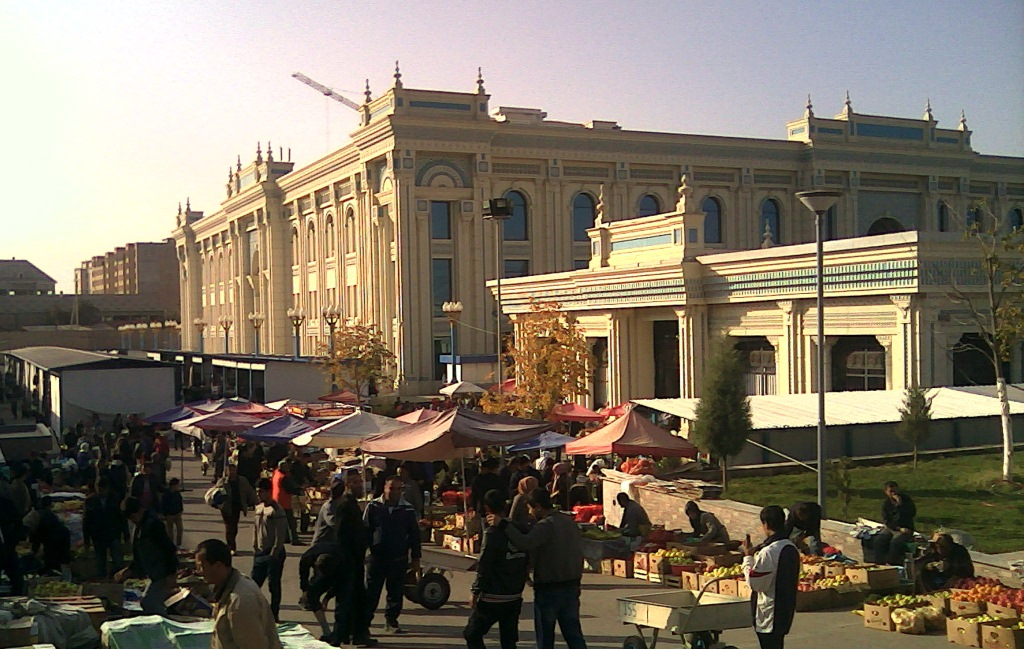
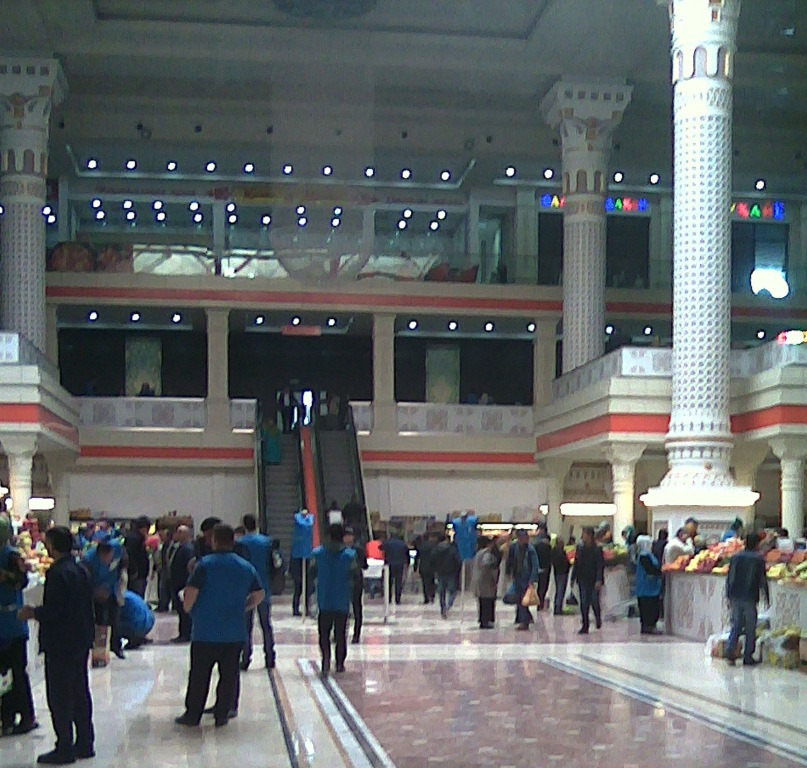
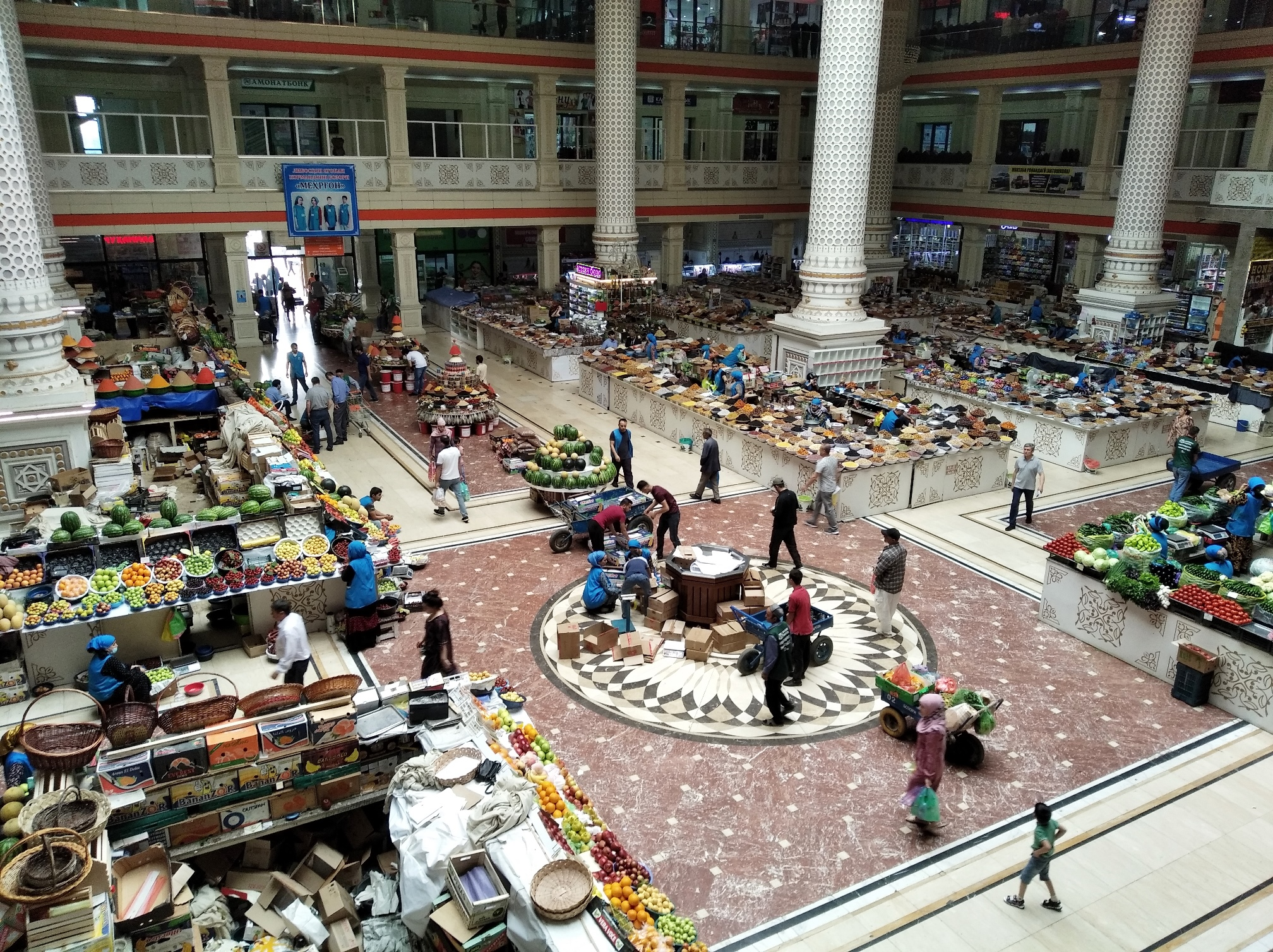
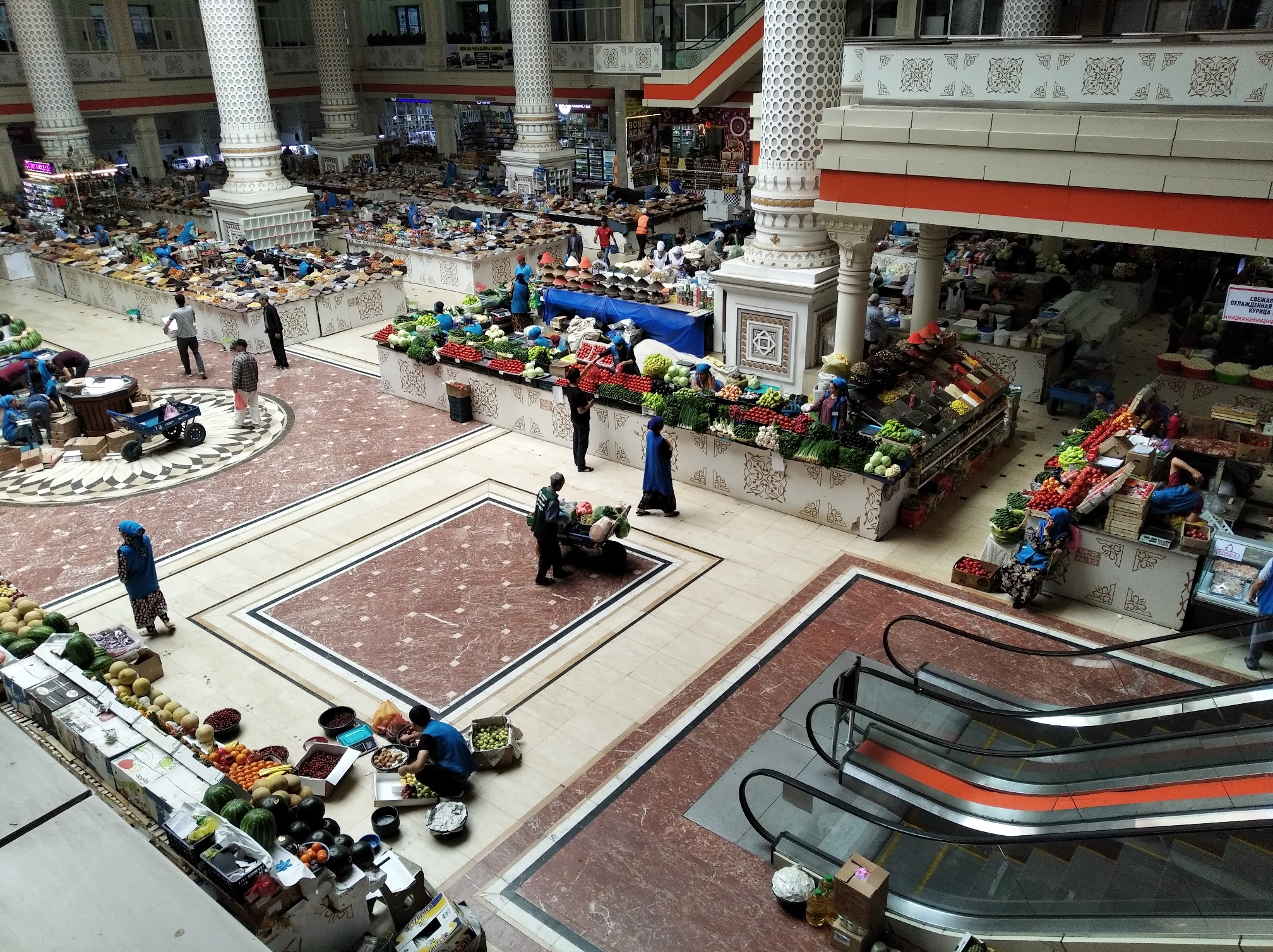
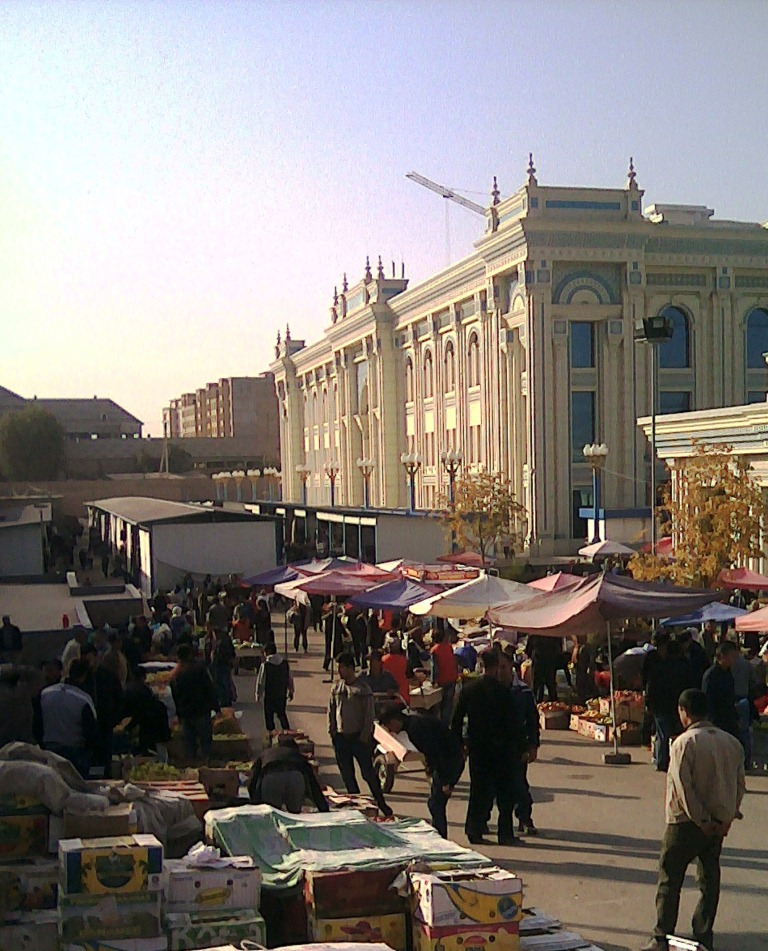